# Akuči zelený
Akuči zelený (Myoprocta acouchy) je hlodavec velký asi jako morče, který žije v tropických lesích východně od And.

## Popis
- hmotnost: 0,6–1,4 kg
- délka těla: 28–39 cm
- délka ocasu 4,5–8 cm
- výška v kohoutku 17–20 cm

Akuči zelený je poměrně malé zvíře se štíhlým tělem a dlouhými, tenkými končetinami. Srst je lesklá, na hřbetě načervenalá nebo černozelená, břicho je žlutavé.

## Rozšíření a stanoviště
Areál akučiho zeleného se nachází východně od And, žijí v Kolumbii, Peru a v Amazonské nížině v Brazílii. Jejich přirozeným prostředím jsou tropické lesy, nížinné pralesy, travnaté říční břehy a také horské svahy.

## Biologie
Akuči zelený je plaché zvíře, při vyrušení prchá do úkrytu. Žijí samotářsky nebo v menších rodinných skupinách. Jsou diurnální, aktivní za úsvitu a během soumraku.
Je to býložravec a živí se lesním ovocem, ořechy, sukulentními rostlinami, listy, stonky rostlin i kořínky. Lidem škodí pojídáním manioku a podzemnice olejné pěstovaných na plantážích. V době dostatku potravy si zahrabávají zásoby a patří k významným druhům zajišťujícím šíření semen.
Akučiové se rozmnožují celoročně nebo sezónně v závislosti na místních podmínkách. V době námluv samec sleduje samici, poklepává ji přední nohou a někdy postřikuje močí. V této době také intenzivně značkuje území výměškem análních žláz.
Březost trvá asi 99 dní, samice vrhá jedno až čtyři prekociální mláďata, která jsou schopná konzumovat zelenou vegetaci už hodinu po narození. Pohlavně dospívají v 9 měsících věku. Akuči zelený se v zajetí dožívá 13 až 20 let.

## Akuči zelený v českých zoo
V minulosti chovaly akuči zelené Zoo Praha a Zoo Ostrava.